# Rio Vaza-Barris
Le Vaza-Barris (ou Vasa-Barris, selon la graphie ancienne) est un fleuve du Brésil.
Prenant sa source sur les pentes de la Serra dos Macacos, dans le sertão (zone semi-aride et peu peuplée) bahianais, non loin de la ville d'Uauá, le Vaza-Barris baigne les États de la Bahia et de Sergipe, avant de se jeter, après un cours de 450 km environ, dans l’océan Atlantique. Son cours supérieur, dans le nord de la Bahia, connaît un régime torrentiel intermittent.

## Description
Géographiquement, l’endroit exact où surgissent les eaux du Vaza-Barris est une étendue inondable (várzea) dénommée Alagadiço Grande, laquelle, habituellement sèche, ne se manifeste comme telle qu’en période de précipitations. Dans son cours naturel, le fleuve donne lieu, plus en aval, au petit lac nommé Lagao dos Pinhões, qui est alimenté par les eaux descendant des montagnes ou surgissant des coteaux ; c’est ce lac, dont le Vaza-Barris déborde pour entamer son voyage en direction de l’est, qui sert habituellement de point de référence de sa naissance, étant donné qu’il apparaît plus stable pendant les périodes de sécheresse.
Le Vaza-Barris est un fleuve saisonnier et court sur environ 450 km, traversant — d’abord selon un tracé incertain et sauvage, typique d’un fleuve temporaire, ensuite, à partir de Jeremoabo, dans un lit constant et permanent — les États de Bahia puis de Sergipe, pour se jeter dans l’océan Atlantique dans la localité côtière sergipienne appelée Mosqueiro. Sa période de crues se prolonge de novembre à mars, quand déferlent les pluies torrentielles qui se sont abattues sur le sertão. C’est sans doute la raison pour laquelle les Indiens l’appellent Ipiranga, soit miel rouge, par allusion aux courants argileux que se forment durant cette période. Afin d’en régulariser le cours, et de parer aux pénuries hydriques intermittentes, quelques retenues furent construites, dont le barrage de Cocorobó.
Dans l’État de Bahia, le bassin-versant du Vaza-Barris s’étend sur environ 14 503 km2. La partie bahianaise du fleuve traverse des contrées où prédomine un climat semi-aride. À mesure que le Vaza-Barris progresse dans le sertão baianais en direction du Sergipe, des tronçons secs et pierreux viennent s’intercaler, avec de profonds canyons et d’étroites gorges, où parfois le fleuve disparaît ; ailleurs, il coule en un frêle filet d’eau, se dérobant dans un lit façonné tel par des millénaires de débordements intermittents. Les principales localités baignées par le Vaza-Barris sont Uauá, Canudos, Jeremoabo, Antas, Adustina, Pedro Alexandre et Paripiranga.
Son cours cependant possède quelques beautés. Sur le territoire de la municipalité de Macambira, dans le Sergipe, là où le fleuve franchit une vallée encaissée aux parois hautes de 40 mètres, viennent se déverser les eaux de la rivière Jacoca en une impressionnante chute d’eau.
Aux approches de son embouchure, à Mosqueiro, sur la côte sergipienne, son courant suit désormais le mouvement des marées, et ses eaux, déjà naturellement saumâtres par les terrains salins qu’elles traversent, en deviennent plus salées encore. Son vaste estuaire, d’une largeur de plus de 800 mètres et d’une profondeur jusqu’à 30 mètres, est gainé de mangroves. Une certaine mise en valeur touristique de l’estuaire a été engagée, avec notamment des promenades en catamaran, donnant un revenu d’appoint aux pêcheurs de la région.
En 1893, le prédicateur laïc Antônio Conselheiro et sa troupe d’adeptes décidèrent de s’implanter dans une fazenda abandonnée sur la rive gauche du Vaza-Barris, à une quarantaine de km (à vol d’oiseau) en aval d'Uauá. Des archéologues ont établi que le lieu fort judicieusement choisi par le chef religieux et ses lieutenants est géologiquement le point où le drainage fluvial réalisé par le Vaza-Barris est le plus important. De l’eau était disponible non seulement en provenance du fleuve, mais aussi de puits creusés dans la roche poreuse.

## Barrage de Cocorobó
Le barrage de Cocorobó, sur le cours supérieur du fleuve, près du village de Canudos, fut achevé de construire en mars 1969. Cet ouvrage, d’une longueur de 600 mètres, que l’on mit huit mois à édifier, retient l’eau du Vaza-Barris au-dedans d’une gorge étroite, ceinturée par un anneau de montagnes et de défilés, et permet de réguler son débit et d’alimenter son cours inférieur de manière plus prévisible. Ladite gorge, le défilé de Cocorobó, propice aux embuscades et à l’action des francs-tireurs, joua un certain rôle durant la dénommée guerre de Canudos, qui eut lieu entre 1896 et 1897.
Les ingénieurs prévoyaient que le fleuve mettrait 10 ans à combler d’eau une étendue de 16 km de long sur 5 km de large, et d’une profondeur moyenne de 20 mètres ; cependant, début avril 1968, des pluies diluviennes tombées sur la Serra dos Macacos eurent pour effet de remplir le bassin de retenue en seulement trois jours. À l’heure actuelle au contraire, le Cocorobó se trouve 12 mètres au-dessous de son niveau normal. Par ce relatif déficit d’eau, les vestiges de l’ancienne Canudos d’Antônio Conselheiro, parmi lesquelles notamment les ruines de la nouvelle église, dont le chef religieux rebelle avait entrepris la construction, et qui avait été engloutie avec le reste du site, ont émergé hors de la surface de l’eau.